# Fiesta del Inmigrante (Uruguay)
La Fiesta del Inmigrante se celebra año a año en la ciudad uruguaya de Rosario, departamento de Colonia.

## Sobre la fiesta
Se realiza durante la primera semana de diciembre de cada año en la plaza Benito Herosa de Rosario, Colonia, Uruguay. Durante las jornadas de la fiesta se realizan espectáculos artísticos, donde también actúan bandas de las comunidades vecinas.
Esta popular fiesta organizada por Rotary Club Rosario convoca a miles de personas todos los años. Se inició en el 2001, realizándose en las instalaciones de club Colegiales. La fiesta fue creciendo año tras año, y en el 2008 se comenzó a realizar en la plaza pública por el importante marco de espectadores que se sumaba. Generalmente se realiza en horario vespertino y nocturno, con el objetivo de atraer a la mayor cantidad de gente. Hoy en día es una de las fiestas más importantes del departamento de Colonia.
- Inmigración en Uruguay
- Rosario (Uruguay)